# 군산여객
군산여객(群山旅客)은 전북특별자치도 군산시의 시내버스 운수업체이다.

## 운행 노선
시내 노선과 순환 노선에는 모두 타 업체와 함께 공동 배차에 참여하고 있으며, 우성여객과 함께 약 1달 간격으로 순환하면서 배차에 참여하고 있다.

## 차량
자일대우버스
- 자일대우 레스타

현대자동차
- 현대 쏠라티 (5대)
- 현대 그린시티 (6대)
- 현대 뉴 슈퍼 에어로시티 (2대)
- 현대 저상 뉴 슈퍼 에어로시티 (7대)

에디슨모터스
- 에디슨모터스 스마트 087 (6대)
- KGM C090 (9대)

우진산전
- 우진산전 아폴로 1100 (176대)
- 우진산전 아폴로 1100 V.2 (52대)

## 같이 보기
- 전북고속
- 우성여객